# Mount Morris (Nueva York)
Mount Morris es un pueblo ubicado en el condado de Livingston en el estado estadounidense de Nueva York. En el año 2000 tenía una población de 4,567 habitantes y una densidad poblacional de 35 personas por km².

## Demografía
Según la Oficina del Censo en 2000 los ingresos medios por hogar en la localidad eran de $ 32,813 y los ingresos medios por familia eran $38,015. Los hombres tenían unos ingresos medios de $31,940 frente a los $20,625 para las mujeres. La renta per cápita para la localidad era de $15,871. Alrededor del 13.1% de la población estaban por debajo del umbral de pobreza.